# 阿川麻美
阿川 麻美（あがわ あさみ、1986年9月22日 - ）は、日本の女性モデル、元レースクイーン。愛称は、あさみん。神奈川県横浜市出身。 ミューズ所属。身長166cm。

## 略歴・人物
- 幼稚園の頃に横浜でスカウトされ芸能事務所に入り、モデルとしてデビュー。その後アイドルグループ「Chu!☆Lips」の初期メンバーとして活動した[2]後、モデル業に転身。
- 趣味は旅行。特技はダンス、スノーボード、書道。
- 弟が一人いる[3]。
- 「でちゃう!ガール」として5年間（臨時での稼働を合わせると6年間）在籍していたが、2017年1月を以って卒業[4]。
- 2017年3月に結婚し、2018年7月に第1子を出産した。

## 出演

### 舞台
ミュージカル
- 赤毛のアン
- GANg
- ココ・スマイル2
- BEST☆DREAM
- GO!JET!GO!GO!
- ハッピーミュージカルライブ

その他
- ミュージカル「ココスマイル」ファミリーコンサート
- 朝倉薫演劇団「マケイヌ・バー」ゲスト出演
- クリスマスダンスフェスタ　ダンサー
- 横浜開港記念バザー　ダンサー
- マイケル・ジャクソントリビュートライブ ダンサー（2011年11月[5]）

### 映画
- 「アクショングラフィティー」もえ役

### テレビ・ラジオ
- 千葉テレビ「なりギャル.V3」レギュラー出演
- 東京FMMB「天使のたまご」レギュラー出演
- かつしかFM「アイドル・ザ・パンチ」レギュラー出演
- テレビ神奈川ドラマ「T・R・Y〜夢への階段〜」（2005年）レギュラー出演
- TBS今夜解禁 因縁 再現VTR
- 日本テレビPON！「ポシュレ」ヘアモデル
- フマキラー CM
- TBSこの差ってなんですか？
- フジテレビいいものプレミアム
- メビウス製薬「スーパーモイストクレンジングジェル」
- スカルプDボーテ・スカルプDボーテエストロジー
- フジテレビ「魔女に言われたい夜」
- SUZUKI「ﾊｽﾗｰ」TV-CM
- ダイキンTV-CM

### 雑誌
- 月刊「デビュー」D-Models
- 月刊「ラブベリー」
- パチンコホール情報誌「でちゃう!」でちゃう!ガール
- 三栄書房「GOLF TODAY」GTバーディーズ（2014年6月 - ）

### レースクイーン・イメージガール
- 2012年　SUPER GT「RUNNUP CORVETE　EFXガール」
- 2013年 - 2014年　D1GP「TOYO TIRES　TOYO GIRL　レースクイーン」
- 2013年12月　INOKI BOM-BA-YE　ラウンドガール
- 2015年 - スーパー耐久「埼玉トヨペットサポーターズ Green Brave」
- 2016年 - スーパー耐久「フロンティアキューティーズ

### イベント
- 2011年11月 東京モーターショー【三菱自動車ブース】
- 2012年2月 CP+【SONYブース ステージモデル】
- 2012年9月　ecoスタイルイノベーション【東芝ブース　ステージモデル】
- 2012年10月　CEATEC JAPAN【富士通ブース　ステージモデル】
- 2013年1月　東京オートサロン【SUZUKIブース　ステージモデル】
- 2013年2月　大阪オートメッセ【SUZUKIブース　ステージモデル】
- 2013年2月　CP+【PENTAX　RICOHブース　ステージモデル】
- 2014年1月　HVAC&R JAPAN【三菱重工ブース　ステージモデル】
- 2016年10月 CEATEC JAPAN【村田製作所ブース ステージモデル】
- 2017年10月 KAVE ファッションショー【モデル】

## 関連人物
- 戸崎奈津 - EFXガールとTOYO GIRLで共演[6]。また「でちゃう!ガール」でも一緒になるなど、交流が深い[7]。